# Mike Love
Michael Edward "Mike" Love (Los Ángeles, 15 de marzo de 1941) es un cantante, músico, escritor y activista estadounidense. Formó, junto con sus primos Brian, Carl y Dennis Wilson, y un amigo, Al Jardine, el grupo The Beach Boys. Es el único beach boy en haber estado presente a lo largo de toda la carrera de la banda, grabó todos sus álbumes (incluyendo el abortado Smile) y ofreció cerca de mil conciertos. Es también el miembro más longevo del grupo.
Su hermano Stan Love y su sobrino Kevin Love son jugadores de baloncesto en la NBA.

## The Beach Boys

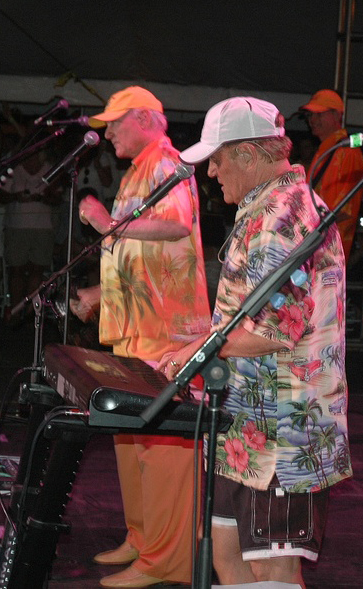
Los Beach Boys en 2006

### Comienzos
Mike Love nació el 15 de marzo de 1941 en Los Ángeles, es el miembro más longevo de The Beach Boys. Luego de que los Wilson comenzaron a juntarse más con Mike Love gracias a las reuniones familiares, se empezó a establecer la idea de formar un conjunto. Brian le enseñó a Maureen, hermana de Love, y a unos amigos, armonías vocales. Mike y Brian fueron a estudiar al Instituto Hawthorne, donde conocieron a Al Jardine, quien ya había tocado la guitarra en un grupo de folk llamado "The Islanders". En su búsqueda de colaboradores, Brian y Alan le preguntaron a jugadores de fútbol americano de la escuela si querían aprender música y armonías. Sin embargo, esta búsqueda no obtuvo ningún resultado.
Aunque en los primeros años de la banda comenzó tocando el saxofón, pronto fue una de las dos voces principales del grupo, junto con Brian Wilson, intérpretes de los mayores éxitos de la banda, como "Surfin' Safari", "Surfin' USA", "Little Deuce Coupe", "Be True to Your School", "Fun, Fun, Fun", "Little Saint Nick", "I Get Around", "When I Grow Up (To Be a Man)" y "California Girls". También ha compuesto algunas de las letras y colaborado como compositor, en las canciones que en la mayoría de los casos trataban del amor y del surf.
En la época de la publicación del álbum Today!, Mike Love fue demandado en juicio por paternidad. Shannon Ann Harris fue quien demandó a Love, asegurando que él era el padre de su hija Shawn Marie. Love negó la paternidad, sin embargo aceptó proporcionar una pensión alimenticia a la niña y el derecho a utilizar su apellido cuando cumpliera los dieciocho años.

### Pet SoundsySMiLE
Cuando el resto de los integrantes de la banda llegaron de una gira por Asia, Brian Wilson ya tenía preparadas 6 canciones para el futuro Pet Sounds y todo el material para comenzar las grabaciones. A pesar de que el grupo no confiaba en que el álbum tuviera éxito, Brian Wilson logró convencerlos para grabarlo. Siempre Mike Love dudó sobre estas nuevas ideas de Wilson, y siguió opinando que el álbum fracasaría.
Love insistió en cambiar la letra de la canción "Hang On to Your Ego", supuestamente porque le parecía que la misma era una apología a la droga. Re-titulándose así como "I Know There's an Answer".

Yo sabía que Brian comenzaba a experimentar con LSD y otras drogas psicodélicas. En ese tiempo prevalecía la opinión de que, consumiendo ciertas dosis de droga, te destruiría el ego que tenías, como si eso fuera algo positivo.
Mike Love

Love fue uno de los primeros músicos que se involucraron en la práctica de la meditación trascendental, tras su encuentro con el Maharishi Mahesh Yogi, se puede ver una de esas influencias en Friends, y entre otros. Como resultado de aquel encuentro, acompañó a The Beatles, Donovan, Prudence y Mia Farrow en un viaje al ashram del gurú en Rishikesh, en la India, en 1968.

### Periodo posterior
En 1969 Murry Wilson vendió los derechos de unas 30 canciones del conjunto, entre otras, algunas acreditadas a Wilson/Love.

### "Kokomo"
Un nuevo sencillo, "Kokomo", fue publicado como parte de la banda sonora de la película Cocktail, en 1988. Fue un sorpresivo éxito, alcanzando el número 1 después de veintitrés años sin conseguirlo. El tema había sido escrito por Mike Love, Scott McKenzie, Terry Melcher (también productor) y el exintegrante de The Mamas & the Papas, John Phillips. Aunque Brian Wilson se encontraba activamente en la banda, no tuvo colaboración alguna en el nuevo éxito de The Beach Boys.
Lanzó su primer álbum en solitario en 1981, llamado Looking Back With Love, el cual no obtuvo éxito alguno.

### El juicio a Wilson
Mike Love presentó una demanda contra Brian, argumentando que él había ayudado a Wilson a escribir unas 30 canciones, pero que no se le había acreditado, Brian Wilson había recuperado los derechos de autor en abril de 1992 de aquellas canciones que Murry Wilson había vendido en 1969. Love ganó el juicio, pues Brian reconoció la ayuda, y a partir de esa fecha el nombre de Mike Love aparecería en todas esas canciones.

### En el nuevo milenio
En diciembre de 2011 se confirmó el retorno de Brian Wilson a The Beach Boys, también se anunció que la banda está grabando un nuevo disco de estudio, y que saldrán de gira en 2012. Al Jardine fue el primero en hablar de la reunión en junio de 2010, hasta la citada fecha se han producido muchos rumores y falsas confirmaciones, en un principio Love no confirmaba la reunión, Wilson también ponía en duda el posible regreso, pero finalmente fue el mismo Brian Wilson que re-confirmó su regreso a The Beach Boys.

Brian Wilson tiene una banda increíble. Estamos utilizando la mayor parte de su banda. Y tenemos [de los músicos de gira de los Beach Boys] al baterista John Cowsill y nuestro guitarrista, Scott Totten. Somos una especie de mezcla de cosas. Creo que, musicalmente, va a ser increíble.
Mike Love.

En 2017 lanzó su segundo álbum solista Unleash the Love en cual antes de su lanzamiento circuló como bootleg bajo el nombre de Mike Love Not War y en 2018 editó su tercer álbum solista Reason for the Season.

## Discografía
Álbumes de estudio y misceláneos
- Looking Back With Love (1981)
- Mike Love: Catch a Wave (Edición Limitada CD 1996) MELECO - MEL CD 101 - 1996
- Mike Love Not War (inédito)
- Mike Love, Bruce Johnston & David Marks: Salute NASCAR (Edición Limitada)
- Mike Love & Bruce Johnston: Summertime Cruisin (Edición Limitada CD 2001)
- Unleash the Love (2017)
- Reason for the Season (2018)
- 12 Sides of Summer (2019)

Sencillos
- "Santa's Goin' To Kokomo" (sencillo) (iTunes 2006)
- "(You'll Never Be) Alone on Christmas Day" (sencillo, 2015)